# Bastionul tăbăcarilor din Târgu Mureș
Bastionul tăbăcarilor (în maghiară Vargák bástyája) face parte din sistemul de fortificație a cetății medievale din Târgu Mureș fiind construită și administrată de breslele orașului liber regesc. Breslele au fost asociațiile profesionale și voluntare de meșteșugari aparținând unei meserii care au apărut în Evul Mediu după modelul localităților din Transilvania și au funcționat în incinta cetății până la ocuparea de armata austriacă.

## Istoric
Faptul că Cetatea medievală din Târgu Mureș devenise garnizoană militară a determinat modificarea treptată a bastioanelor, potrivit noilor cerințe militare. În cazul bastionului tăbăcarilor, transformările au dus la pierderea ultimului nivel de guri de tragere, ele fiind refăcute cu ocazia restaurărilor din anii 1963-1976. Pierzându-și rolul defensiv, bastionul a primit funcția de închisoare, fantele de tragere fiind înlocuite cu ferestre. Cu ocazia amenajării bastioanelor tăbăcarilor subsolul acestora era boltit cu cărămidă, înlocuind vechile planșee din lemn. La rândul lor, curtinele au fost neglijate, drumurile de strajă aproape  desființate, astfel încât zidurile  de  apărare  mai  sunt  folosite  doar ca împrejmuire sau ca perete exterior la noile construcții adosate acestora.
În urma anchetei în legătura cu un complotul anti-habsburgic, cinci persoane au fost condamnați la moarte, dintre care Mihály Gálffy, Károly Horváth și János Bágyi Török au fost executați în date de 10 martie 1854 la marginea orașului Târgu Mureș la locul numit Postarét, iar Ferenc Bartalis și József Várady la Sfântu Gheorghe în data de 24 aprilie 1854. Persoanele executate la Târgu Mureș și-au petrecut ultima noapte din viață în bastionul tăbăcarilor.

## Imagini

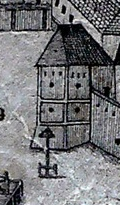
Bastionul tăbăcarilor pe gravura lui István Mikolai Tóth (1822)
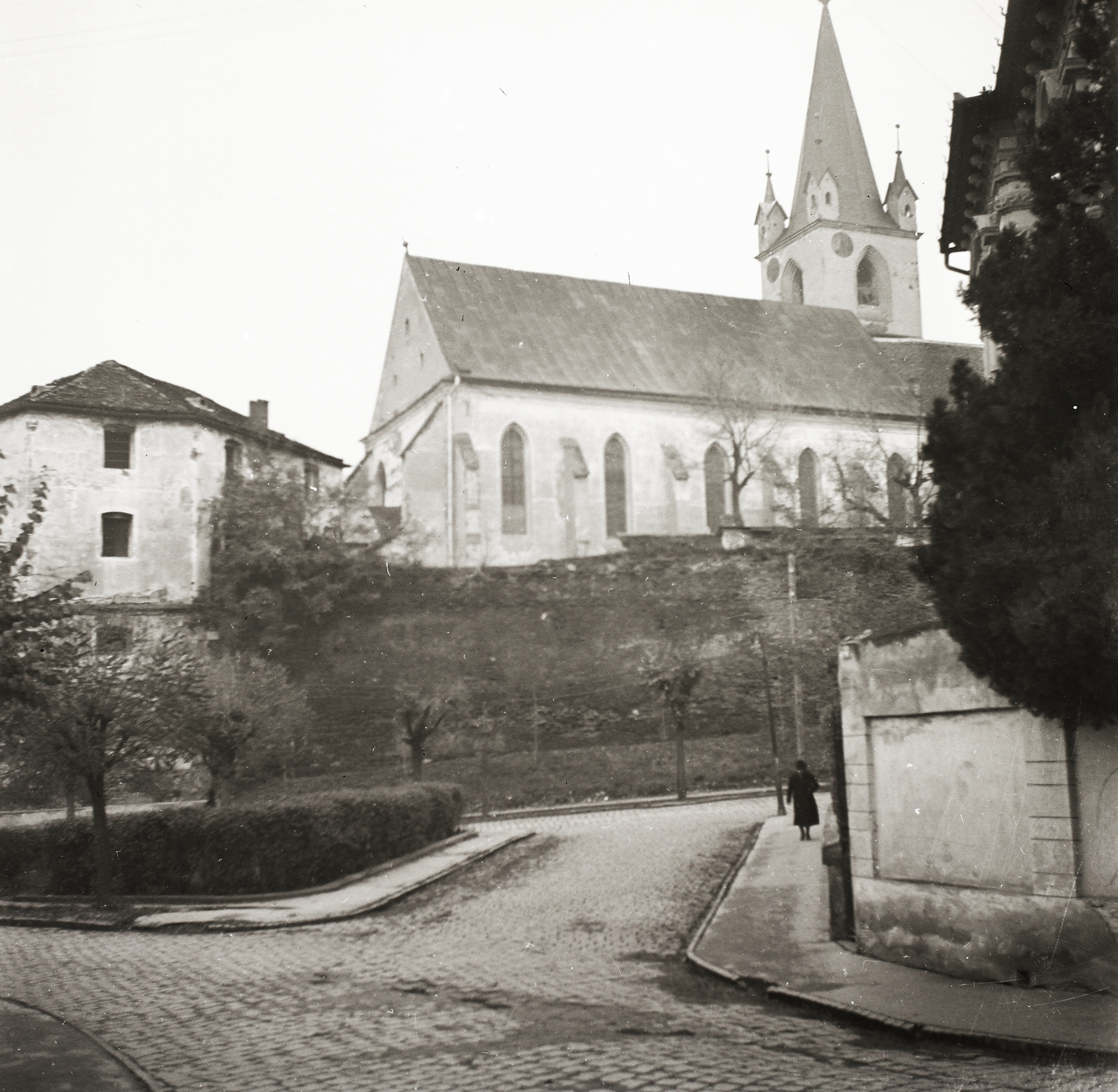
Bastionul tăbăcarilor și biserica din cetate în 1940
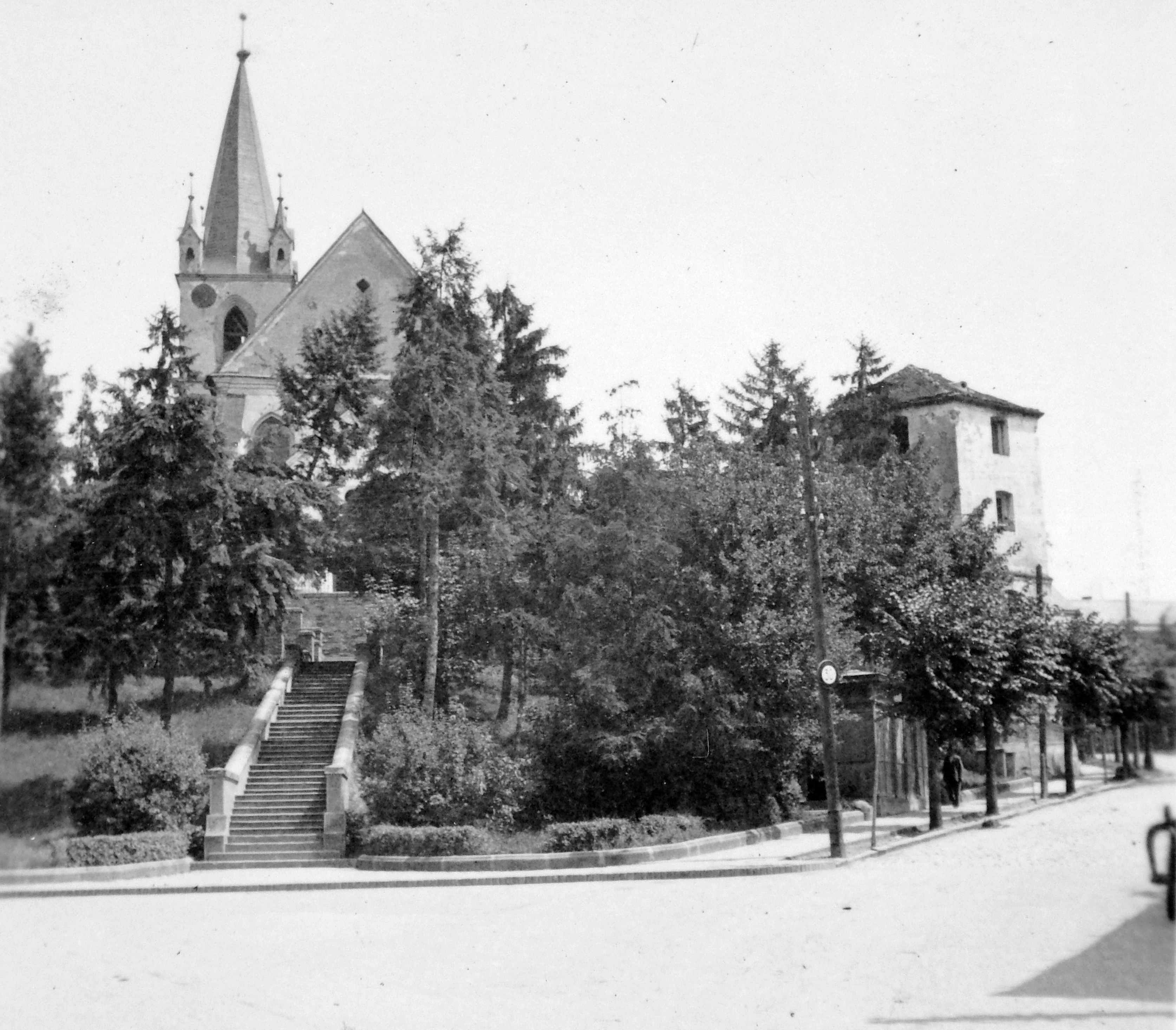
Vederea în 1941